# Martin-Baker MB-6
Martin-Baker MB-6 – niezrealizowany projekt brytyjskiego samolotu myśliwskiego z napędem odrzutowym wytwórni Martin-Baker z połowy lat 40. XX wieku.

## Historia
Projekt samolotu powstawał w wytwórni w latach 1945 – 1946. Fakt nadania mu oznaczenia typu sugeruje, iż wytwórnia wiązała z samolotem duże nadzieje. Zaprojektowano samolot wolnonośny, w układzie dolnopłata o całkowicie metalowej, półskorupowej konstrukcji i klasycznym usterzeniu. Silnik odrzutowy, brak informacji jakiego typu, miał być umieszczony w środku kadłuba w pobliżu środka ciężkości samolotu. Wlot powietrza do silnika miał być umieszczony w dziobie maszyny, a dysza wylotowa na końcu kadłuba. Podobną konfigurację wykorzystano w pierwszym brytyjskim samolocie z napędem odrzutowym Gloster E.28/39 czy niezrealizowanym projekcie Gloster CXP-1001. Zbiorniki paliwa umieszczone w kadłubie miały pomieścić 5000 l paliwa. Kabina pilota zakryta kroplową osłoną. Rozważano dwie wersje podwozia, klasyczne, chowane z przednim podparciem oraz potencjalnie dwie płozy. Uzbrojenie miało składać się z czterech działek Hispano Mk II kalibru 20 mm umieszczonych z przodu kadłuba z zapasem 200 sztuk amunicji na lufę. Niestety, ani Royal Air Force, ani Ministerstwo Lotnicze (Air Ministry) nie wykazało zainteresowania projektem i został on zarzucony.